# 야부사메

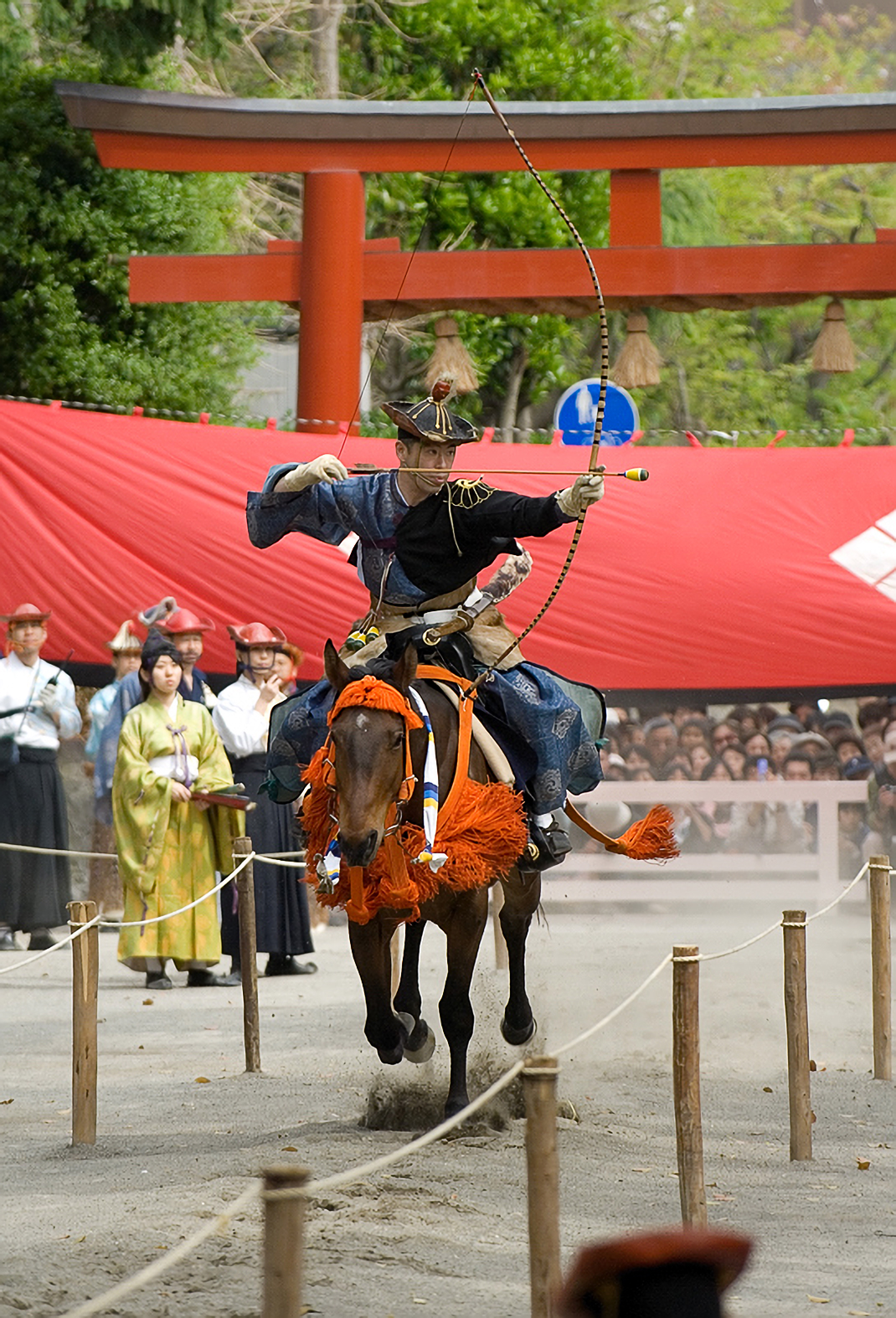

야부사메(일본어: 流鏑馬, 또는 鏑流馬)란, 달리는 말 위에서 가부라야(鏑矢)라 불리는 명적을 쏘아 과녁을 맞히는, 일본의 전통적인 기사(騎射) 기술 내지 의식을 가리킨다. 말을 달리면서 활을 쏜다는 뜻의 일본어 「야바세우마(일본어: 矢馳せ馬)」라는 고어에서 이름이 유래하였으며 시대를 내려오면서 「야부사메(やぶさめ)」라는 단어로 정착되었다.

## 개요

### 역사
일본에서 야부사메를 포함한 '궁마예법(弓馬禮法)'은, 간표(寬平) 8년(896년)에 우다(宇多) 천황이 미나모토노 요시아리(源能有)에게 명하여 제정된 것으로 알려져 있으며, 또한 《주우기(中右記)》 에이초(永長) 원년(1096년) 무렵의 기록들에도 나오고 있는 것으로 보아 말 위에서 행하는 실전 궁술의 하나로서 이미 헤이안(平安) 시대부터 존재하고 있었음을 알 수 있다.
『주우기』는 또, 간파쿠(関白) 후지와라노 다다미치(藤原忠通)가 가스가타이샤(春日大社) 와카미야(若宮)의 전각을 개축한 뒤인 호엔(保延) 2년(1136년) 3월 4일에 가스가에 예방하여 와카미야를 참배하고, 9월 17일 처음으로 가스가노와카미야 온마쓰리(春日若宮おん祭)를 행하면서 야마토 부시(大和武士)를 시켜 '야부사메 10기(流鏑馬十騎)'의 봉납(奉納)을 명했다고 적고 있는데, 이는 오늘날까지 거행되고 있다.
가마쿠라(鎌倉) 시대의 기록인 《아즈마카가미(吾妻鏡)》에는, 초대 쇼군(將軍) 미나모토노 요리토모(源賴朝)가 예전 인의 북면무사(北面武士)를 지내기도 했던 승려 사이교(西行)에게 야부사메를 전수받아 이를 부활시켰다는 기록이 보이는데, 이 시대에는 소위 '히데사토류(秀鄕流)'라 불리는 야부사메 기법이 존재하고 있어서 이것이 무사의 기본기로서 그리고 막부의 주요 행사 등에서 상연되는 의식으로서 활발하게 훈련되고 또 향연되었다. 싯켄(執權) 호조 도키무네(北條時宗)의 시대까지도 쓰루가오카 하치만구(鶴岡八幡宮)에서 무려 47회에 달하는 야부사메 봉납이 이루어졌다.
그러나 개인의 무용(武勇)에 의지하던 시대에서 '병법(兵法)' 또는 '무기'의 진화에 따른, 아시가루(足輕)나 뎃포(鐵砲) 등의 집단전술로 군사운용체제가 변화해갔던 무로마치(室町) 시대, 그리고 아즈치모모야마(安土桃山) 시대를 거치면서 쇠퇴기를 맞았던 야부사메는 에도(江戶) 시대에 들어서는 교호(享保) 9년(1724년) 쇼군 요시무네(吉宗)의 명을 받은 오가사와라류(小笠原流) 20대 오가사와라 사다마사(小笠原貞政)에 의해, 오가사와라 집안의 고문서 연구를 통한 새로운 야부사메 기법을 제정하고, 고식(古式)이라 불리던 기존의 야부사메와 더불어 내근하는 무사들에게 야부사메와 가사가게(笠懸) 등을 가르쳤다. 교호 13년(1728년), 쇼군 도쿠가와 이에시게(德川家重)의 후사가 앓고 있던 천연두 치유를 기원하는 제의로서 아나 하치만구(穴八幡宮) 북쪽의 다카다노 바바(高田馬場, 지금의 도쿄 도東京都 신주쿠新宿区 니시와세다西早稲田 3정목)에서 모여 야부사메를 거행하였고 이것을 봉납했다(이로부터 10년 뒤, 천연두를 무사히 완쾌하게 해준 신에 대한 보답으로 다시 거행된 야부사메의 진행 모습을 그린 것이 아나 하치만구에 소장된 『야부사메에마키流鏑馬絵巻』이다). 그 뒤 쇼군 집안의 재앙을 없애거나 후사 탄생을 기원하는 등의 의식 등에서 종종 야부사메가 거행되곤 했다.
메이지 유신(明治維新)으로 막부가 해체되고, 제2차 세계대전 이후의 여파 등으로 세 번이나 단절 위기를 겪고, 패전 뒤에 부활하여 오늘날에 이른다. 현재 야부사메는 일본 각지의 신사의 주요 신사(神事)로서 활발히 거행되고 있으며 일본의 주요 관광명품 가운데 하나다.

### 바바(馬場)
말을 달리는 직선 구간은 통상 2정(약 218m). 진행 방향에서 보아 왼쪽으로 간격을 두고 세 개의 과녁을 세운다. 바바에서 과녁까지의 거리는 5m 전후, 과녁의 높이는 2m 전후(유파나 규정에 따라 각각의 거리에는 차이가 있다). 이테(射手)라고 불리는 사수는 가리소조쿠(狩装束)라 불리는 옷을 입고 말을 달리면서 연속으로 활을 쏜다.

### 기사삼물(騎射三物)
일본에서 말을 타고 활을 다루는 기술은 야부사메 외에도 가사가게(笠懸)나 이네오우모노(犬追物)가 있는데 이들을 아울러서 '기사삼물(騎射三物)'이라고 부른다. 과녁과 사수와의 거리를 10~15간(약 18~27m)으로 놓은 것이 가사가게, 대나무 울타리로 둘러친 마장 안에 150마리의 개를 풀고 36기의 사수가 세 팀으로 나누어 '히키메(일본어: 蟇目)'라 불리는, 개가 다치지 않도록 고안된 촉이 뭉툭한 화살로 개를 쏘아 맞히는 것이 이네오우모노이다.

## 같이 보기
- 규도
- 군마
- 마상창시합
- 마장마술